# Karel Oliva (1927)
Karel Oliva (15. ledna 1927 Praha – 22. srpna 2005 Praha) byl český polonista, vysokoškolský pedagog, jazykovědec a lexikograf, autor nejrozsáhlejšího Polsko-českého slovníku vydaného v Česku i v Polsku.
Jeho otec psal učebnice české literatury, syn byl v letech 2003–2016 ředitelem Ústavu pro jazyk český, manželka Libuše Olivová-Nezbedová.

## Studium a pedagogická činnost
Karel Oliva ml. vystudoval slavistiku na Filozofické fakultě Univerzity Karlovy a krátce (do roku 1951) tam působil. Dále vystřídal několik pracovišť (Olomouc, Slovanský ústav, spolupráce s M. Krbcem) a nakonec pracoval od 1991 v Ústavu pro jazyk český ČSAV, kde se věnoval onomastice (1976). Byl iniciátorem (1972) a dlouholetým organizátorem Olympiády v českém jazyce. Od 50. let se věnoval polonistice a spolupracoval na Polsko-českém a česko-polském kapesním slovníku (1959). Jeho celoživotním dílem se však stal rozsáhlý Polsko-český slovník, který byl připraven už v 70. letech, ale mohl vyjít až o dvacet let později (1994/95).
Svojí záslužnou činností přispěl významným způsobem k rozvoji české polonistiky. Významným počinem pedagogickým a osvětovým bylo založení olympiády v českém jazyce v roce 1973.

## Významné publikace
- Hrátky s češtinou – jazyková a slohová cvičení, 1993, ISBN 80-04-25128-5, spolu s Marií Čechovou
- Polsko-český slovník. Díl 1, A–Ó, 1994, ISBN 80-200-0304-5
- Polsko-český slovník. Díl 2, P–Ž, 1995, ISBN 80-200-0194-8
- Polština pro samouky. Praha : SPN. 331 S. (1963, 1971 etc.)
- Hrátky s češtinou II., 2001, ISBN 80-85866-84-6, spolu s Marií Čechovou a Petrem Nejedlým
- Retrográdní slovník k dílu Dr. Antonína Profouse "Místní jména v Čechách" 1-5. Část 1, Česká místní jména, 1976